# Saint-Gonnery
Saint-Gonnery is een gemeente in het Franse departement Morbihan (regio Bretagne). De plaats maakt deel uit van het arrondissement Pontivy. De gemeente telde 1.087 inwoners op 1 januari 2022.

## Geografie
De oppervlakte van Saint-Gonnery bedroeg op 1 januari 2022 16,29 vierkante kilometer; de bevolkingsdichtheid was toen 66,7 inwoners per km².

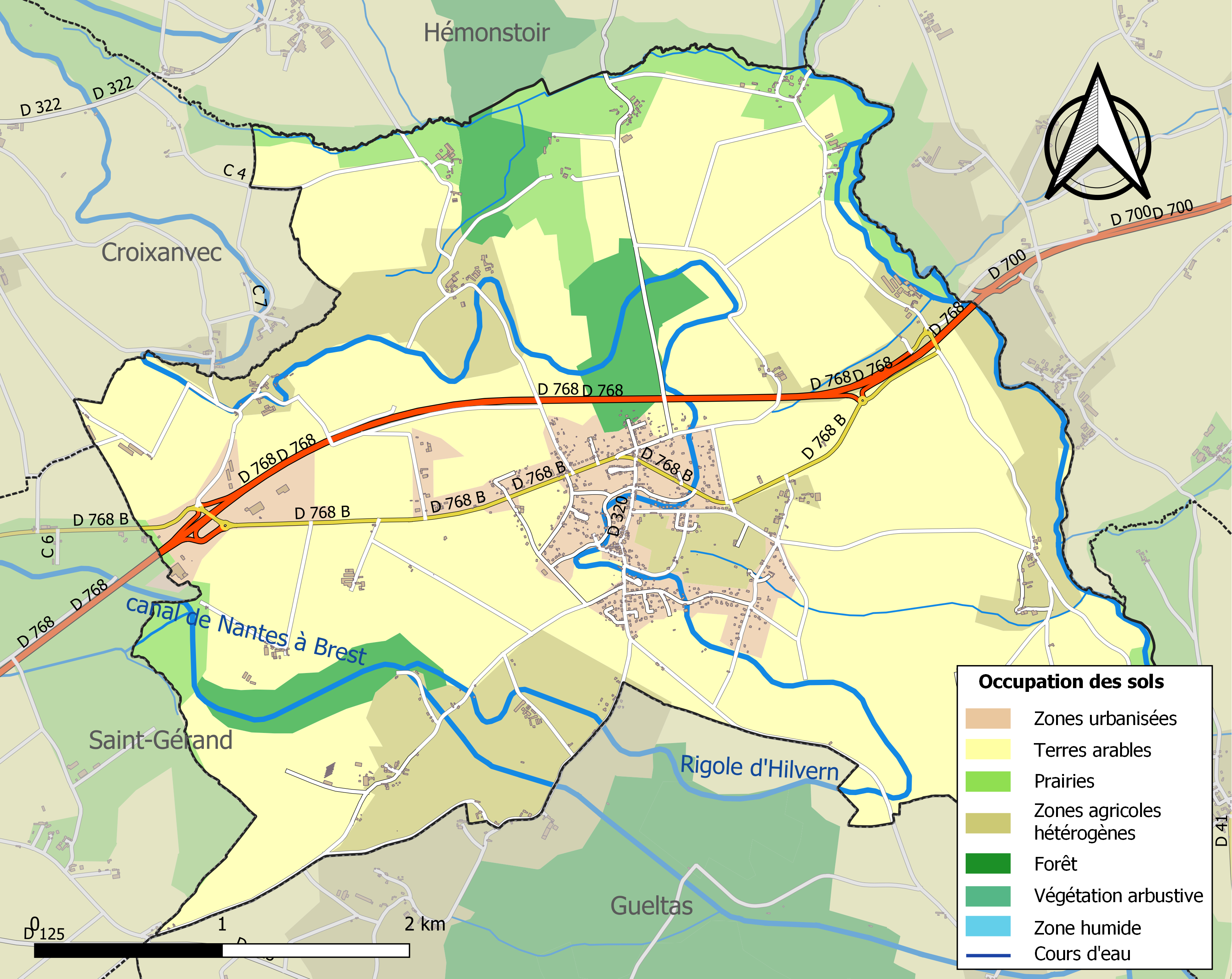
Kaart van de gemeente met de belangrijkste infrastructuur, bodemgebruik en omliggende gemeenten

## Demografie
Onderstaande figuur toont het verloop van het inwonertal (bron: INSEE-tellingen).